# Signe Palmblad
Signe Helena Johanna Maria Palmblad, född 12 mars 1870 i Norrköping, död 12 maj 1959 i Stockholm, var en svensk målare.
Hon var dotter till hovfotografen Peter Axel Rydin och Aurora Andersson och från 1889 gift med redaktören Carl Fredrik Wilhelm Palmblad. Hon studerade musik vid Musikaliska akademien i Stockholm. Efter avslutade studier emigrerade hon tillsammans med sin man till Amerika. Hon började måla omkring 1920 först blev det kopior av gamla dalmålningar innan hon bestämde sig för att satsa på konsten. Hon studerade några år vid Art Institute of Chicago samt ett år för Akseli Gallen-Kallela därefter for hon på studieresor till Sverige och några andra europeiska länder. Hon medverkade i de årliga svensk-amerikanska konstutställningarna i Chicago samt i den svensk-amerikanska utställningen i Göteborg 1923. Hennes konst består av porträtt och landskapsmålningar utförda i olja. Palmblad är representerad vid Smålands museum i Växjö. På äldre dagar återvände hon till Sverige.